# Dan Sperber

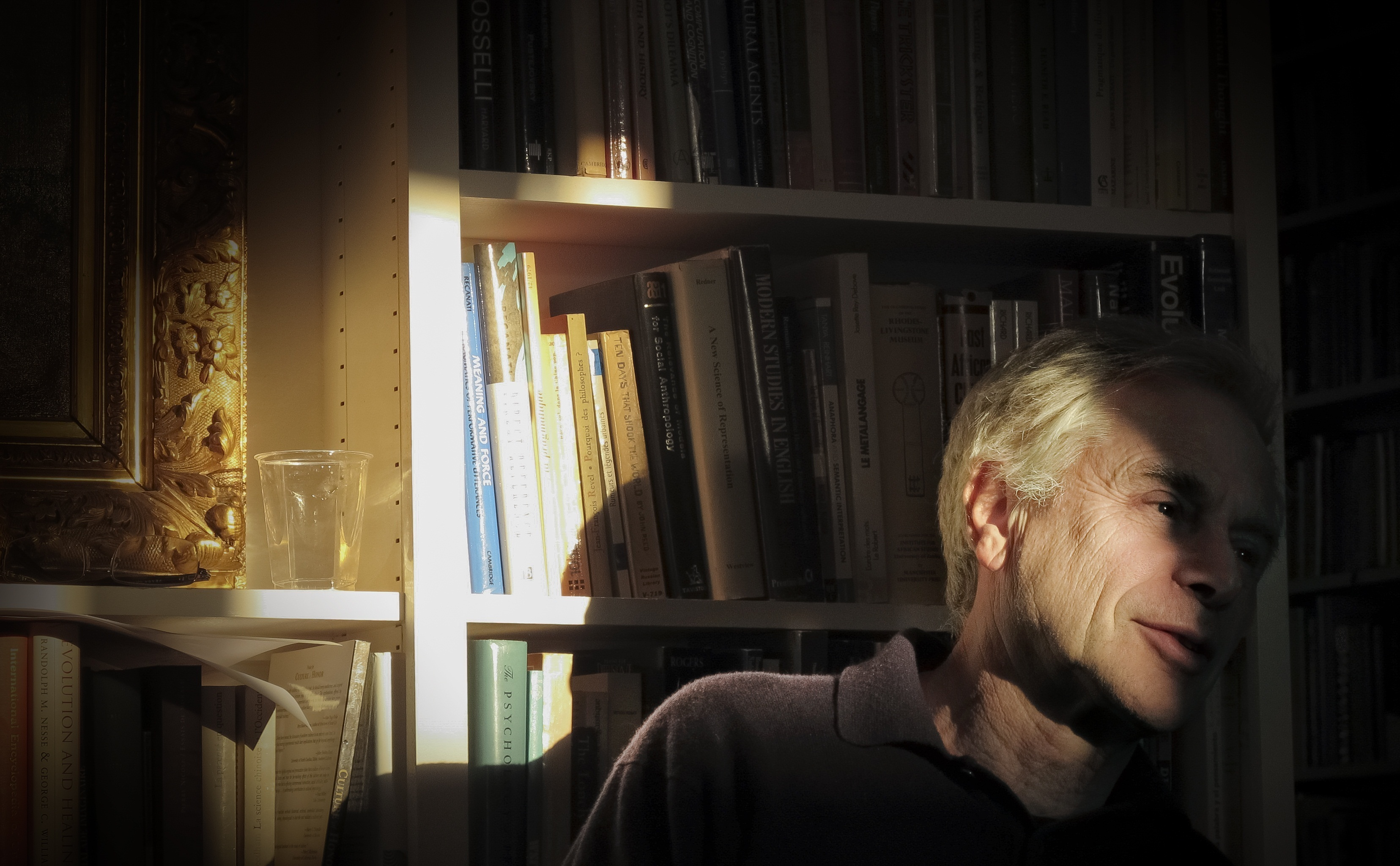
Dan Sperber, 2012

Dan André Sperber (* 20. Juni 1942 in Cagnes-sur-Mer) ist ein französischer Anthropologe und Linguist.

## Leben
Dan Sperber ist der Sohn des Österreichers Manès Sperber, der 1933 aus Deutschland emigrieren musste, und der aus Litauen stammenden Zenija (Jenka) Zivcon. Die Eltern waren 1940 nach der Besetzung Frankreichs aus Paris in die unbesetzte Zone ausgewichen und mussten 1942 vor den deutschen Nationalsozialisten und ihren französischen Helfern in die Schweiz fliehen. Dort war Dan Sperber zunächst im Internierungslager Girenbad und dann bei einem Zürcher Pfarrer untergebracht. Manès Sperber war 1942 noch mit Mirjam Reiter verheiratet, mit der er den Sohn Vladimir Sperber (* 1934) hatte. Kurz nach Kriegsende kehrte die Familie nach Frankreich zurück, Manes Sperber und Zivcon konnten erst Anfang der 1950er Jahre heiraten.
Dan Sperber studierte Anthropologie an der Sorbonne und der Universität Oxford. Im Jahr 1965 wurde er wissenschaftlicher Angestellter am Centre national de la recherche scientifique (CNRS), anfänglich im Laboratoire d’Études Africaines. Später war er im Laboratoire d'ethnologie et de sociologie comparative beschäftigt, sodann im Centre de Recherche en Épistémologie Appliquée und schließlich ab 2001 im Institut Jean-Nicod. Er wurde beim CNRS emeritiert.
Sperber arbeitete zunächst religionsanthropologisch und führte ethnographische Feldstudien bei den Dorze in Äthiopien durch. Seine theoretischen Studien zur Anthropologie begann er als Mitarbeiter von Claude Lévi-Strauss, für den er im CNRS arbeitete. Mit einem poststrukturalistischen Forschungsansatz löste er sich später von Lévi-Strauss. Mit Deirdre Wilson entwickelte er 1986 die Relevanztheorie für kommunikative Abläufe.

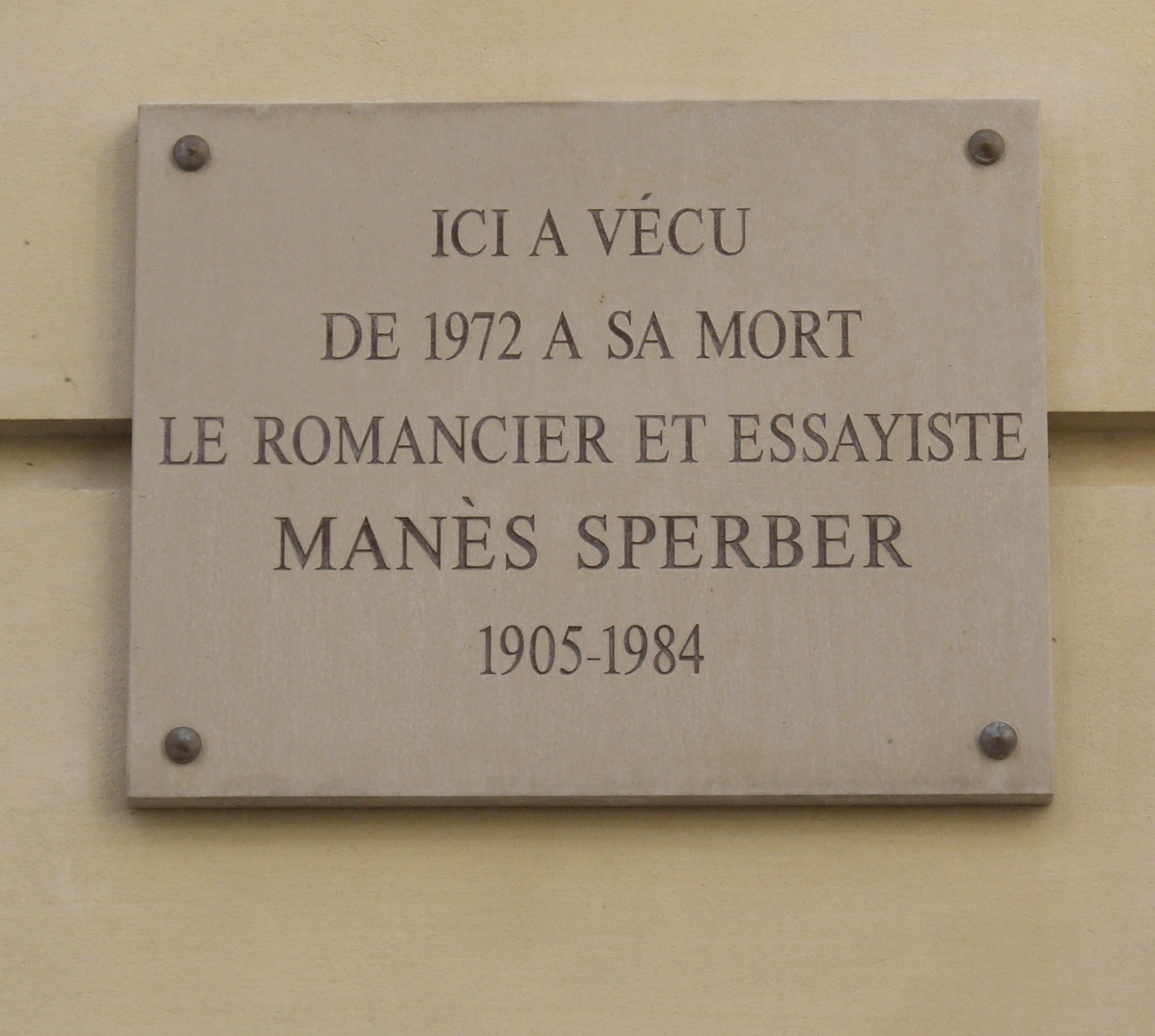
Hausschild

Nach der Médaille d’argent du CNRS im Jahre 2002 erhielt Sperber im Jahr 2009 als erster den neugestifteten „Prix Claude Levi-Strauss“, mit der Begründung, dass seine Arbeiten in hervorragender Weise die Wechselwirkungen der verschiedenen Humanwissenschaften behandelten. Er ist seit 2008 korrespondierendes Mitglied der British Academy.
Dan genoss die Berühmtheit seines Vaters, doch „in späteren Jahren geschah es dann immer öfter, dass man Manès fragte: ‚Verzeihung, sind Sie zufällig der Vater des bekannten Forschers Dan Sperber?‘“. Dan Sperber hat zwei Söhne, die 1986 und 2001 geboren sind. Er wohnt heute in der letzten Wohnung seiner Eltern an der Rue Notre-Dame-des-Champs im 6. Arrondissement von Paris.
Seit 1993 ist er Mitglied der Academia Europaea und seit 2007 der American Academy of Arts and Sciences.

## Schriften (Auswahl)
- Le structuralisme en anthropologie, Éditions du Seuil, 1973
- Rethinking Symbolism, Cambridge University Press, 1975
  - Über Symbolik, Frankfurt am Main: Suhrkamp, 1975
- On Anthropological Knowledge, Cambridge University Press, 1985
  - Das Wissen des Ethnologen, Frankfurt: Ed. Qumran im Campus-Verl., 1989
- mit Deirdre Wilson: Relevance. Communication and Cognition, Blackwell, 1986
- mit David Premack; Ann James Premack (Hrsg.): Causal cognition: A multidisciplinary debate, Oxford University Press, 1995
- Explaining Culture, Blackwell, 1996
- (Hrsg.): Metarepresentations: A multidisciplinary perspective, Oxford University Press, 2000
- mit Ira Noveck (Hrsg.): Experimental pragmatics, Palgrave, 2004
- mit Deirdre Wilson: Meaning and Relevance, Cambridge University Press, 2012
- mit Hugo Mercier: The Enigma of Reason - A New Theory of Human Understanding, New York 2017